# Bart Freundlich
Pour les articles homonymes, voir Freundlich.
Bart Freundlich est un réalisateur, scénariste et producteur américain né le 17 janvier 1970. Il est l'époux de l'actrice Julianne Moore.

## Filmographie
- 1993 : A Dog Race in Alaska
- 1994 : Hired Hands
- 1997 : Back Home (The Myth of Fingerprints)
- 2001 : World Traveler
- 2004 : Les Petits Braqueurs (Catch That Kid)
- 2006 : Chassé-croisé à Manhattan
- 2007-2014 : Californication (série TV)
- 2008 : Family Practice (TV)
- 2009 : Mon babysitter (The Rebound)
- 2016 : Wolves (en)
- 2019 : Après le mariage (After the Wedding)